# Kanton Pays de Montaigne et Gurson
Der Kanton Pays de Montaigne et Gurson ist seit 2015 ein französischer Wahlkreis im Arrondissement Bergerac, im Département Dordogne und in der Region Nouvelle-Aquitaine.

## Gemeinden
Der Kanton besteht aus 20 Gemeinden mit insgesamt 14.697 Einwohnern (Stand: 1. Januar 2022) auf einer Gesamtfläche von 288,33 km²:
| Gemeinde                               | Einwohner 1. Januar 2022 | Fläche km² | Dichte Einw./km² | Code INSEE | Postleitzahl |
| -------------------------------------- | ------------------------ | ---------- | ---------------- | ---------- | ------------ |
| Bonneville-et-Saint-Avit-de-Fumadières | 302                      | 7,04       | 43               | 24048      | 24230        |
| Carsac-de-Gurson                       | 212                      | 6,91       | 31               | 24083      | 24610        |
| Fougueyrolles                          | 454                      | 11,45      | 40               | 24189      | 33220        |
| Lamothe-Montravel                      | 1.430                    | 11,63      | 123              | 24226      | 24230        |
| Minzac                                 | 495                      | 15,91      | 31               | 24272      | 24610        |
| Montazeau                              | 280                      | 13,78      | 20               | 24288      | 24230        |
| Montcaret                              | 1.405                    | 17,07      | 82               | 24289      | 24230        |
| Montpeyroux                            | 502                      | 23,37      | 21               | 24292      | 24610        |
| Nastringues                            | 135                      | 6,22       | 22               | 24306      | 24230        |
| Port-Sainte-Foy-et-Ponchapt            | 2.515                    | 18,32      | 137              | 24335      | 33220        |
| Saint-Antoine-de-Breuilh               | 1.784                    | 17,82      | 100              | 24370      | 24230        |
| Saint-Géraud-de-Corps                  | 207                      | 14,95      | 14               | 24415      | 24700        |
| Saint-Martin-de-Gurson                 | 637                      | 24,58      | 26               | 24454      | 24610        |
| Saint-Méard-de-Gurçon                  | 801                      | 28,38      | 28               | 24461      | 24610        |
| Saint-Michel-de-Montaigne              | 323                      | 9,10       | 35               | 24466      | 24230        |
| Saint-Rémy                             | 502                      | 22,26      | 23               | 24494      | 24700        |
| Saint-Seurin-de-Prats                  | 461                      | 5,56       | 83               | 24501      | 24230        |
| Saint-Vivien                           | 238                      | 8,53       | 28               | 24514      | 24230        |
| Vélines                                | 1.058                    | 10,47      | 101              | 24568      | 24230        |
| Villefranche-de-Lonchat                | 956                      | 14,98      | 64               | 24584      | 24610        |
| Kanton Pays de Montaigne et Gurson     | 14.697                   | 288,33     | 51               | 2411       | –            |